# Borgman (film)
Borgman è un film del 2013 diretto e sceneggiato da Alex van Warmerdam.
Il film è stato presentato al Festival di Cannes il 19 maggio 2013 e distribuito nelle sale olandesi il 29 agosto.

## Riconoscimenti
- Sitges - Festival internazionale del cinema fantastico della Catalogna 2013: miglior film